# Oleg Gončarenko
Oleg Georgievič Gončarenko (in russo Олег Георгиевич Гончаренко?; Charkiv, 18 agosto 1931 – Mosca, 16 dicembre 1986) è stato un pattinatore di velocità su ghiaccio sovietico.

## Palmarès

### Olimpiadi invernali
- Bronzo a Cortina d'Ampezzo 1956 nei 5000 metri.
- Bronzo a Cortina d'Ampezzo 1956 nei 10000 metri.

### Mondiali - Completi
- Oro a Helsinki 1953.
- Oro a Oslo 1956.
- Oro a Helsinki 1958.
- Argento a Sapporo 1954.
- Argento a Mosca 1955.

### Europei - Completi
- Oro a Oslo 1957.
- Oro a Eskilstuna 1958.
- Argento a Falun 1955.